# Éric Straumann

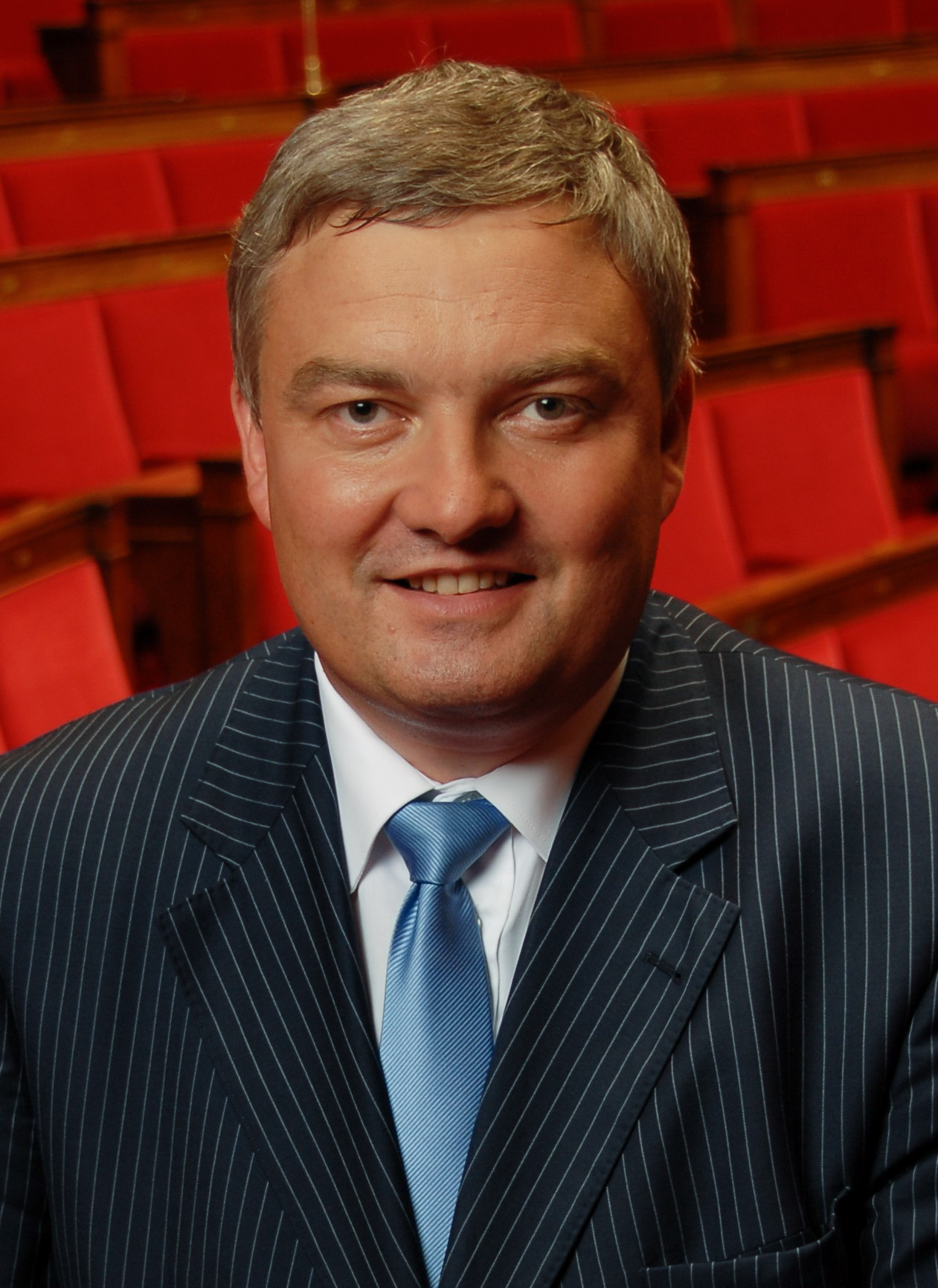
Éric Straumann

Éric Straumann (* 17. August 1964 in Colmar) ist ein französischer Politiker der Partei Les Républicains und seit 2020 Bürgermeister von Colmar. Zuvor war er von 2007 bis 2020 Abgeordneter in der französischen Nationalversammlung.

## Leben
Das Studium an der Universität Straßburg III schloss Straumann 1988 mit einer Maîtrise in Wirtschaftsrecht ab. 1995 bestand er die Agrégation (Staatsprüfung für das höhere Lehramt) in Wirtschaft und Management. Bis 2007 unterrichtete er am Lycée Camille-Sée in Colmar.
Vom 17. März 2001 bis 23. März 2014 war Straumann Bürgermeister der Gemeinde Houssen. Als Vertreter des Kantons Andolsheim wurde er 2004 in den Generalrat des Départements Haut-Rhin gewählt. Seit der Umbenennung des Generalrats in Départementrat und dem Neuzuschnitt der Kantone vertritt er Colmar-2. Von 2015 bis 2017 war er Präsident des Départementrats. Seit Auflösung der beiden elsässischen Départements zugunsten der Europäischen Gebietskörperschaft Elsass Anfang 2021 ist Straumann Vizepräsident der Assemblée d’Alsace.
Von 2007 bis 2020 war Straumann Abgeordneter des 1. Wahlkreises des Départements Haut-Rhin (in dem Colmar und Umgebung liegen) in der französischen Nationalversammlung. Ab 2019 war Éric Straumann Mitglied der Deutsch-Französischen Parlamentarischen Versammlung. Nach seiner Wahl zum Bürgermeister von Colmar legte er das Parlamentsmandat nieder.
Im Juli 2020 wurde Straumann zum Bürgermeister von Colmar gewählt. Zudem übernahm er den Vorsitz des Gemeindeverbands Colmar Agglomération.